# Conceived in Fire
Conceived in Fire è il sesto album in studio dei Living Sacrifice, pubblicato nel 2002.

## Il disco
Apre le danze "Imminent war", segue "Symbiotic", che però da troppo l'impressione del deja-vu. "3x3 We carried your body" si stacca  		dalle influenze precedenti e dimostra una spiccata sensibilità  		ritmica, ma i growl non sono abbastanza penetranti e danno un'eccessiva sensazione di  		vuoto. La quarta traccia, "The Poisoning", è meno violenta rispetto alle precedenti. In "Send Your Regrets" sono evidenti le influenze da parte dei Sepultura. I 3 minuti di "Subtle Alliance" sono metalcore puro. Seguono "Into Again" e "Separation", la quale si fa notare per i suoi riff di chitarra, violenti ma puliti. "Black Seeds", dal sound più cupo rispetto alle precedenti canzoni, è influenzata dagli Slayer. "Ignite" è introdotta da un arpeggio di chitarra acustica, a cui seguono i piatti: qui  		subentra dopo pochi secondi un ritmo feroce e possente. "Distrust"  		ci porta in un viaggio verso l'infinito, seguita da The martyr  	,	che, introdotta dalla doppia cassa, si fa notare per il suo ritmo potente e distruttivo. "Reach for the Sky" chiude l'album.

## Tracce
1. Imminent War – 3:10
2. Symbiotic – 4:16
3. 3x3 We Carried Your Body – 3:10
4. The Poisoning – 4:20
5. Send Your Regrets – 3:40
6. Subtle Alliance – 3:13
7. Into Again – 3:14
8. Separation – 3:02
9. Black Seeds – 2:53
10. Ignite – 4:15
11. Distrust – 3:07
12. The Martyr – 3:33
13. Reach for the Sky – 3:08

## Formazione
- Bruce Fitzhugh - chitarra e voce
- Rocky Gray - chitarra
- Arthur Green - basso
- Matt Putman - percussioni
- Lance Garvin - batteria